# Armhåla
Armhåla, av "arm" och "håla", även känd som axill eller axilla, efter latinets axilla "vinge", är hålan under armen. Man har hår och svettkörtlar i armhålan. Armhålan är ofta en plats som är mottaglig för kittling.
Det finns även många tillstånd som kan drabba armhålan, som innefattar hyperhidros, former av dermatitoch candidiasis.

## Galleri

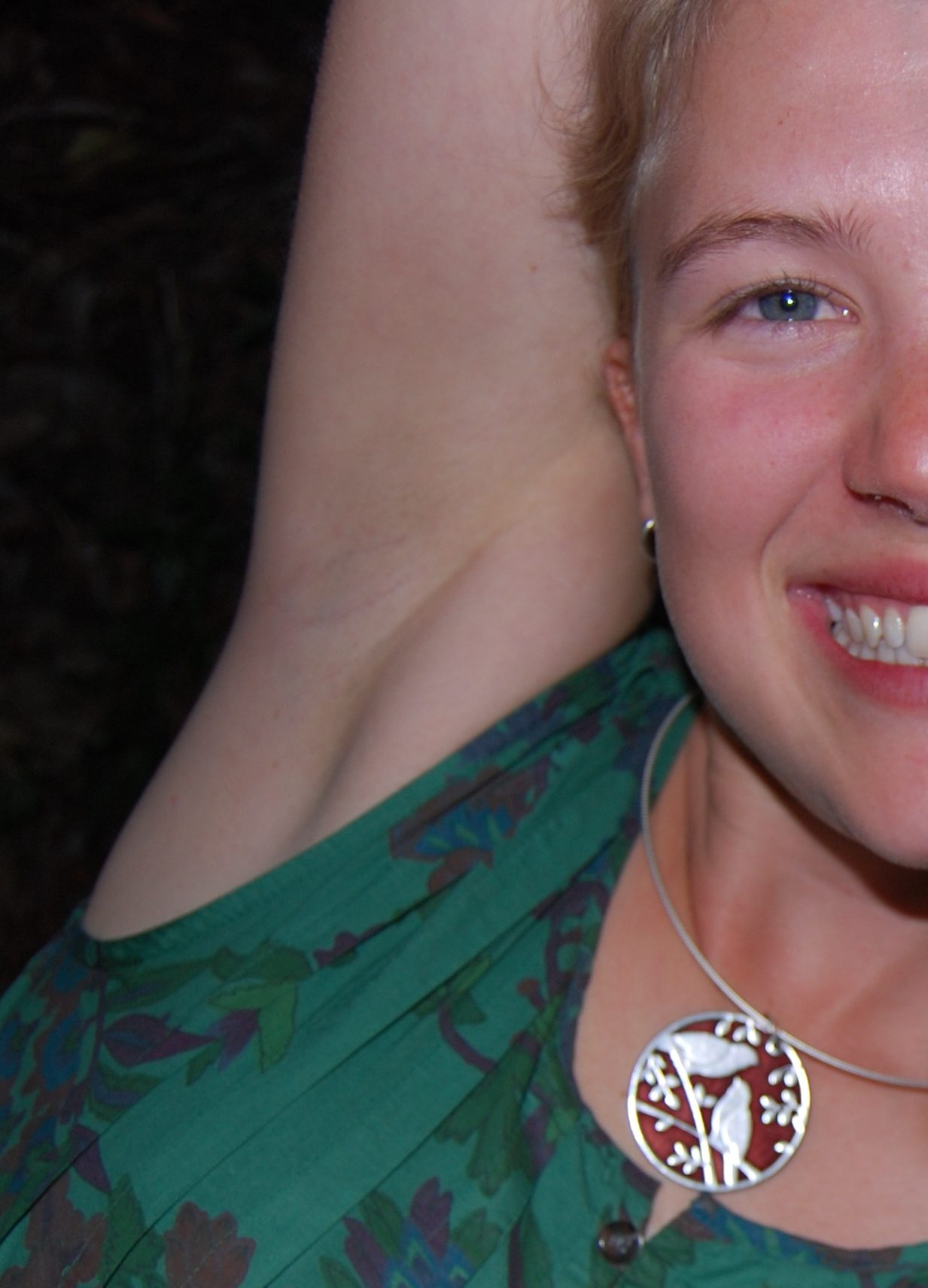
Kvinnlig, rakad armhåla.
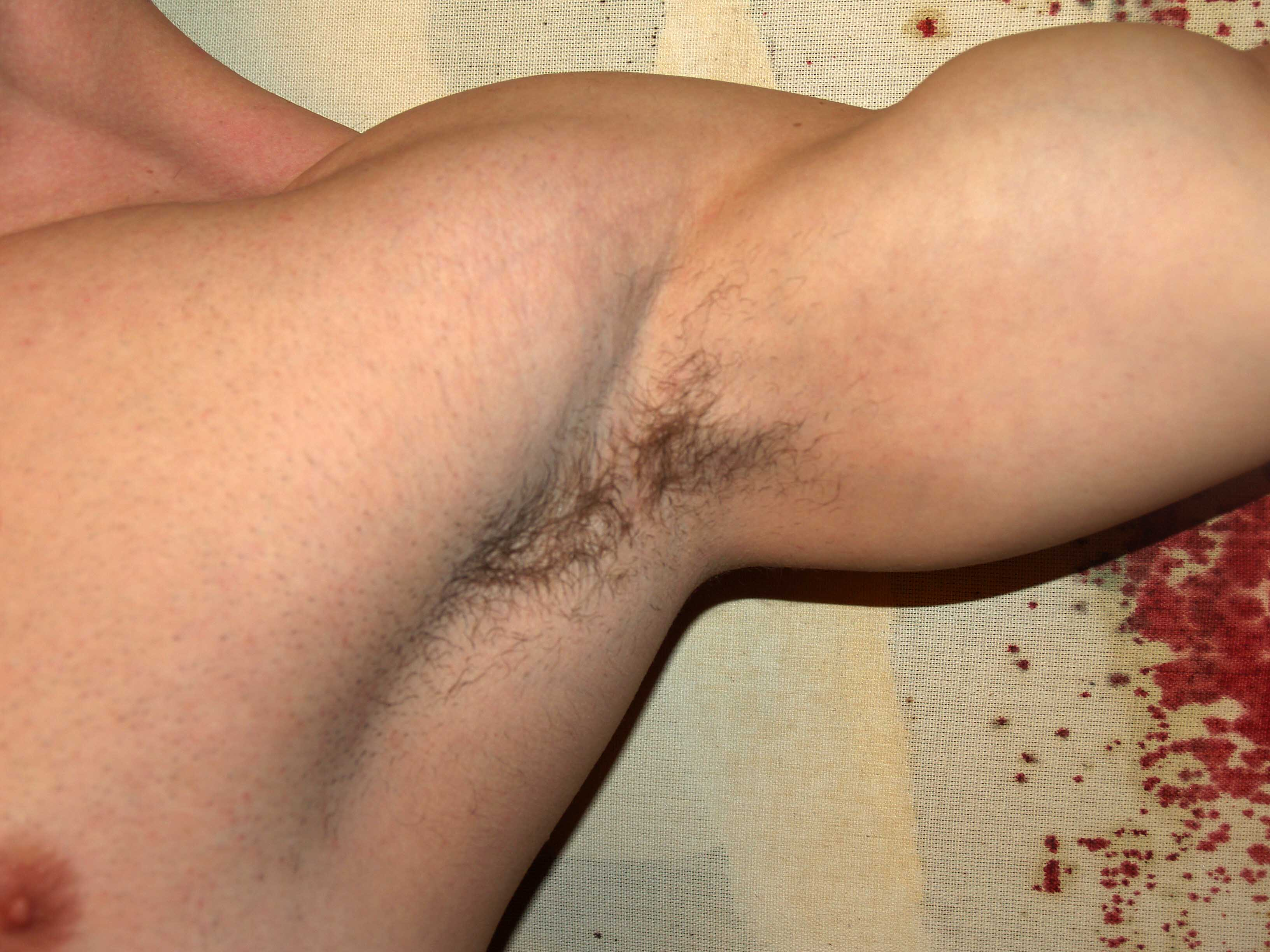
Manlig, ickerakad armhåla.